# Hovězí Wellington
Hovězí Wellington nebo svíčková Wellington (anglicky Beef Wellington) je způsob úpravy hovězího masa používaný v anglické kuchyni. Vzhledem k náročnosti přípravy a vysoké pořizovací ceně surovin má pověst sváteční speciality.
Základní surovinou je hovězí svíčková vcelku, která se marinuje v oleji s worcestrovou omáčkou a čerstvými bylinkami, potom se zvolna 10 minut opeče, potře hořčicí a směsí duxelles z nadrobno nasekaných hub dušených na másle a cibulce. Maso se pak zabalí do natenko vyváleného listového těsta. Balíček se potře rozšlehaným vaječným žloutkem a peče se v troubě asi půl hodiny při teplotě okolo 180 °C; maso musí uvnitř zůstat růžové a šťavnaté. Hotová pečeně se nakrájí na plátky a přelije se omáčkou z výpeku, hovězího vývaru a madeiry. Obvyklou přílohou jsou brambory a restovaná zelenina. 
Jídlo je pojmenováno podle vévody z Wellingtonu a připomíná jeho vítězství v bitvě u Waterloo. Podle legendy šlo o jeho oblíbenou pochoutku, je však sporné, zda je vévoda s tímto receptem opravdu nějak spojen. Ve Francii byl již dříve známý obdobný pokrm filet de bœuf en croûte, ale název „hovězí Wellington“ je poprvé doložen až v USA roku 1903. Podle jedné teorie pochází název z protáhlého tvaru pečeně, připomínajícího vévodovu holínku (anglicky Wellington boot).
Je to charakteristické jídlo Gordona Ramsayho.